# Акира Ирийе
Акира Ирийе (на японски: 入江 昭, на английски: Akira Iriye) е японско-американски историк.
Роден е на 20 октомври 1934 година в Токио. През 1957 година получава бакалавърска степен от Хавърфордския колеж, а през 1961 година защитава докторат в Харвардския университет, след което преподава в различни американски университети, от 1989 до 2005 година в Харвардския университет. Работи главно в областта на историята на международните отношения на Съединените щати със страните от Далечния Изток.